# Sungai Ning
Sungai Ning is een bestuurslaag in het regentschap Sungai Penuh van de provincie Jambi, Indonesië. Sungai Ning telt 969 inwoners (volkstelling 2010).